# Устика
У̀стика (на италиански и на сицилиански Ustica) е малък остров и община в Южна Италия, административно част от провинция Палермо, автономен регион Сицилия. Островът има повърхност 8,65 km² и е разположен на южната част от Тиренско море. Населението на общината е 1332 души (към 2010 г.).
Административен център на общината е едноименното село.